# Польша в Первой мировой войне

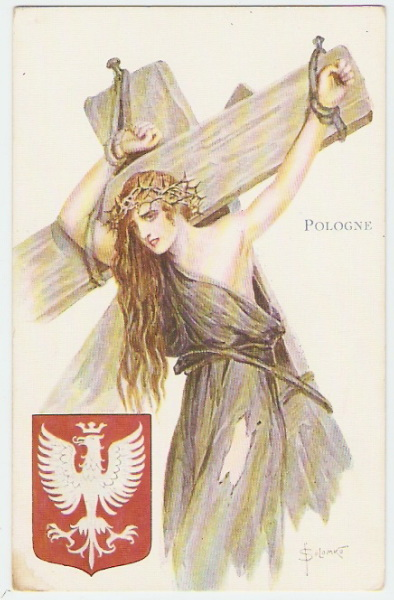
Французская открытка с картиной Сергея Соломко

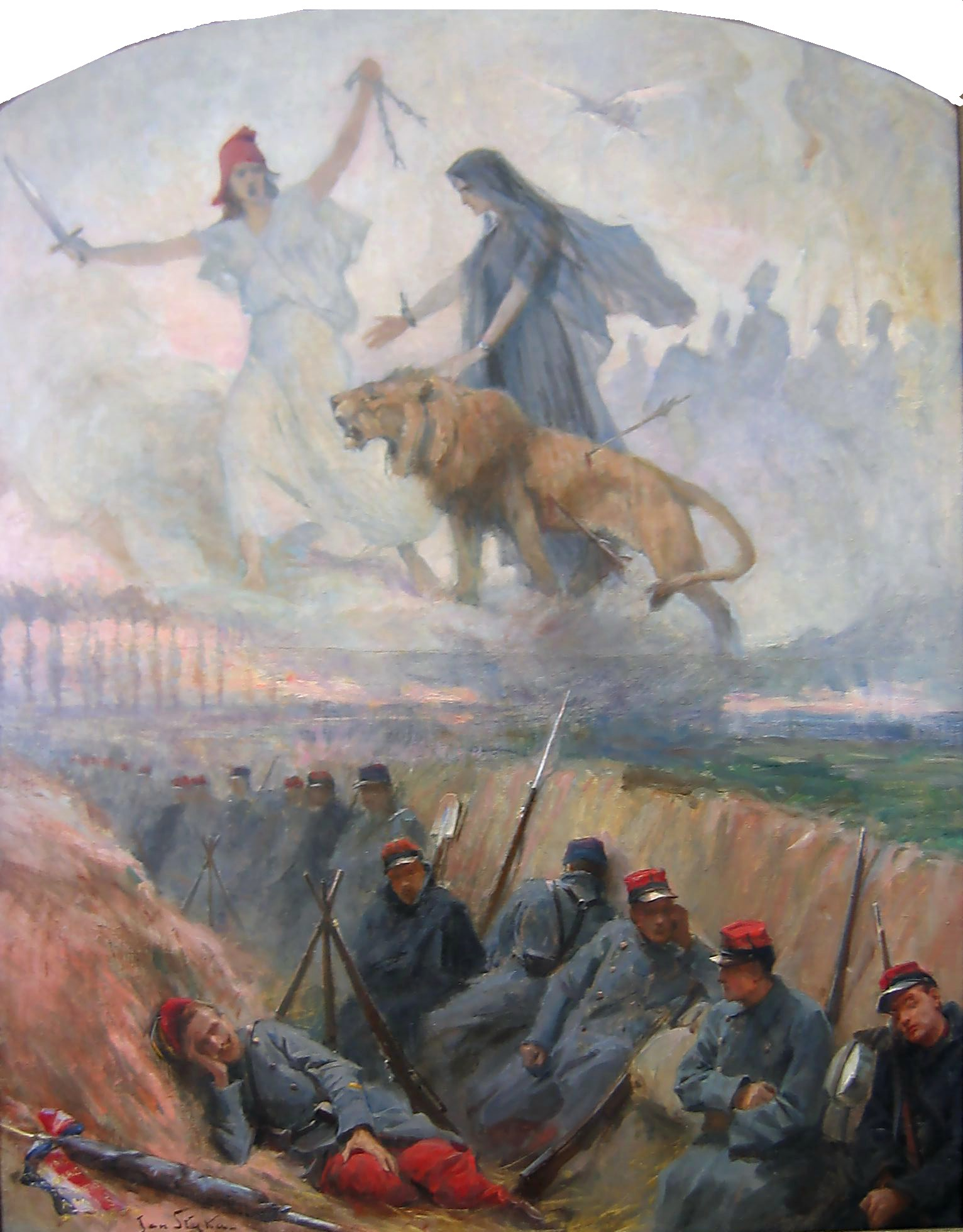
Картина Яна Стыки «Мечта польских волонтёров во французской армии, 1914»

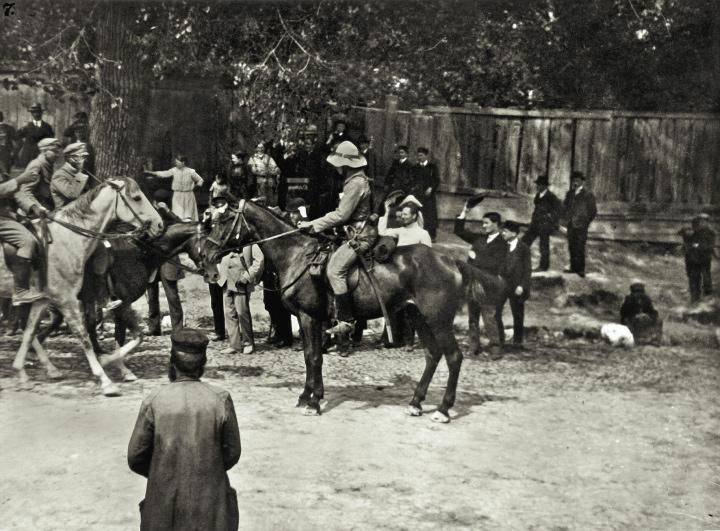
Первая кадровая рота вступает в Кельцы 12 августа 1914 года. Юзеф Пилсудский принимает рапорт у Чеслава Банкевича.

Польша в Первой мировой войне представляла собой арену боёв на исторических польских землях, хотя и не существовала как независимое государство в период с 1914 по 1918 год. На начало войны, вследствие предыдущих разделов, польские земли были распределены между Австро-Венгрией, Германской империей, Российской империей. Австро-Венгрия объявила войну Сербии 28 июля 1914 года, в ответ на это к 4 августа 1914 года в войну вступила Россия, Германия, а также другие страны, связанные системой альянсов.
В Первой Мировой войне, Антанта, в лице России, как защитницы Сербии и союзницы Великобритании и Франции, противостояла Германии и Австро-Венгрии, ведущим членам Центральных держав, а поляки видели в этом противостоянии возможность воссоздания независимости.
Поляки, проживающие на территории трёх воюющих держав, оказались противниками в войне, на польских землях был развёрнут Восточный фронт, поэтому большая часть польских земель превратилась в поле битвы, что привело к людским и материальным потерям поляков, ~1128000 гражданских и военных погибло. Главным последствием Первой мировой войны для Польши стало обретение независимости и создание Польской Республики (1918—1939).

## Поляки в трёх разных государствах
Со времени Венского конгресса 1815 года поляки жили в трёх разных государствах. Царство Польское со столицей в Варшаве, находилось в составе России, подвергалось русификации. В Галиции, принадлежавшей Австро-Венгрии, поляки пользовались намного большими свободами, чем в России, и имели привилегированный статус. Хуже всего положение поляков было в Германской империи, где проводилась политика германизации поляков.
К 1914 году среди поляков усилились пророссийские настроения, одновременно с усилением антигерманских. Со временем отношение поляков к Российской армии, покинувшей польские территории (Великое отступление 1915 года) с применением тактики выжженной земли, ухудшилось. К концу 1915 года вся территория Царства Польского (Привислинского края), включая Варшаву, была оккупирована немцами. В ходе войны оба воюющих блока предлагали польскому населению будущую автономию в обмен на лояльность и участие в войне на их стороне.
9 августа 1914 года в связи с начавшейся войной верховный главнокомандующий вооруженными силами Российской империи, великий князь Николай Николаевич, подписал следующее воззвание:

Поляки! Пробил час, когда заветная мечта ваших отцов и дедов может осуществиться. Полтора века тому назад живое тело Польши было растерзано на куски, но не умерла душа ее. Она жила надеждой, что наступит час Воскресения польского народа, братского примирения его с Великой Россией. […] Пусть сотрутся границы, разрезавшие на части русский народ. Да воссоединится он воедино под скипетром Русского Царя. Под скипетром этим возродится Польша, свободная в своей вере, в языке, в самоуправлении.

Это воззвание вызвало положительную реакцию как на Западе, так и в польских политических кругах, ориентированных на Россию, однако вызвало крайне негативные оценки среди российских консерваторов, имевших крепкие позиции в государственном аппарате. Так, в декабре 1914 года министр внутренних дел России Николай Маклаков разослал губернаторам в Польше циркуляр, в котором разъяснялось, что меры, предусмотренные манифестом великого князя Николая Николаевича, относятся только к тем территориям, которые до войны входили в состав России. Не было предпринято никаких шагов по автономизации Галиции, занятой российскими войсками после Галицийской битвы.
Россия, в лице министра иностранных дел Сергея Дмитриевич Сазонова, предложила полякам автономию, обещала восточную часть Познани, Западную Галицию, южную Силезию, разрешила создание пророссийского Польского национального комитета (1914—1917), который возглавил Роман Дмовский, приняв, таким образом, сторону Антанты. 
Мой брат, судьба лихая

нас разделяет вновь —

смерть косит, вылетая

из двух враждебных рвов.

Под стон, под гром орудий,

в неистовстве атак,

в окопах гибнут люди —

я враг твой, ты — мой враг!

Лес плачет, день тускнеет,

в огне дрожат миры...

Две вражеских траншеи:

в обеих — я и ты...

...Ты обо мне не думай,

со мной вступая в бой.

В огне, мой брат угрюмый,

как рыцарь, гордо стой.

Едва меня увидишь,

стреляй — ведь я твой враг, —

и в польском сердце выжги

московской пулей знак.

Сквозь сон и явь мне видно:

нас время оживит,

и та, что не погибла,

восстанет на крови.
Среди польских политиков во время войны возник раскол, который был продолжением давних споров между сторонниками вооруженной борьбы против государств, некогда разделивших Речь Посполитую, и теми, кто считал, что поляки смогут добиться от трех империй постепенных уступок путем упорной, но мирной борьбы за политические реформы и культурную автономию. Первое, более радикальное, течение исповедовало левые взгляды и олицетворялось Польской социалистической партией (ППС) Юзефа Пилсудского. Пилсудский и его сторонники ориентировались на Центральные державы, прежде всего Австро-Венгрию, и считали, что объединение польских земель произойдет при условии поражения России в войне. После начала войны Пилсудский организовал в Галиции Польские легионы при австро-венгерской армии, на базе действовавших там ранее национальных военизированных организаций. Более консервативные приверженцы «мирного» направления группировались вокруг Национально-демократической партии Романа Дмовского. Они хотели объединить все польские земли с получением статуса автономии в унии с Россией.

## Польские военные формирования
В начале войны поляки выказали лояльность своим правительствам и подчинились мобилизации. Германия мобилизовала польских рекрутов из Провинции Познань, больше половины населения которой составляли поляки, отправив их на Западный фронт в составе 10-й дивизии. На стороне Центральных держав — Австро-Венгрии и Германии против России на Восточном фронте выступили Польские легионы, сформированные в Галиции, по инициативе Юзефа Пилсудского. В противовес им Россия создала 1-й Польский корпус, сформировав его из военнослужащих польского происхождения, назначив командующим генерала Юзефа Довбор-Мусницкого. И позже, как аналог первому, был создан 2-й польский корпус в России. Из поляков, состоявших на службе во французской армии, из польских военнопленных из Германии и австро-венгерской Армии, из поляков из США во Франции была создана Голубая армия (названа по цвету военной формы, начало создания 1917 год). Однако, на какой бы стороне не выступали поляки, главной их целью было восстановление независимости Польши.
| Германия | Австро-Венгрия (Польские легионы) | Франция (Голубая армия) | Россия                                             | Россия                            |
| Германия | Австро-Венгрия (Польские легионы) | Франция (Голубая армия) | 1-й Польский корпус                                | 2-й Польский корпус               |
| --- | --- | --- | -------------------------------------------------- | --------------------------------- |
| - 10-я дивизия - 35-я дивизия - 119-я пехотная дивизия - 121-я пехотная дивизия - 214-я дивизия - 235-я дивизия - 5-я резервная дивизия - 46-я резервная дивизия - 47-я резервная дивизия | - 1-я бригада (ком. Ю. Пилсудский) - 2-я бригада - 3-я бригада - 1-й уланский полк - 2-й уланский полк - 3-й уланский полк - 4-й уланский полк - 6-й уланский полк - 7-й уланский полк - 8-й уланский полк - 13-й уланский полк | - 1-я стрелковая дивизия - 2-я стрелковая дивизия a - 3-я стрелковая дивизия a - 6-я стрелковая дивизия a - 7-я стрелковая дивизия a ↑ Образована после перемирия | - Польская стрелковая дивизия (Российская империя) | - 4-я стрелковая дивизия (Польша) |

## Поляки в сражениях Первой мировой войны

### Западный фронт
1914 год — в Битве при Монсе 5-я резервная дивизия (Германская империя), состоящая из поляков, в том числе, мобилизованных из Нижней Лужицы, противостояла Британии (потери Германии 2-5 тыс. человек), брала Антверпен.
1916 год — в Битве при Вердене 10-я дивизия (Германская империя), состоящая из поляков, противостояла Франции (потери Германии 143 тыс. убитыми). В битва на Сомме против Франции и Британии принимала участие 35-я дивизия (Германская империя), в которой поляки составляли большой процент(германские потери убитыми и пропавшими без вести 122 025 человек).
1917 год — в ходе Мессинской операции 119-я пехотная дивизия (Германская империя), состоящая из переформированных польских соединений, противостояла Британии (германские потери 19 тыс. человек), а в Битве при Пашендейле (германские потери убитыми, ранеными, пропавшими без вести 348300 человек) и Битве при Камбре (германские потери убитыми, ранеными, пропавшими без вести 44207 человек) она же противостояла армиям союзников .
1918 год — Поляки 5-й резервной дивизии (Германская империя) участвовали в германском Весеннем наступлении (германские потери 230 тыс. убитыми). В ходе этого наступления поляки 10-й германской дивизии участвовали в Третьей битве на Эне и Битве на Марне, поляки 119-я пехотной дивизии (Германская империя) участвовали в Операция «Михаэль» и в Битва на Лисе.

### Восточный фронт

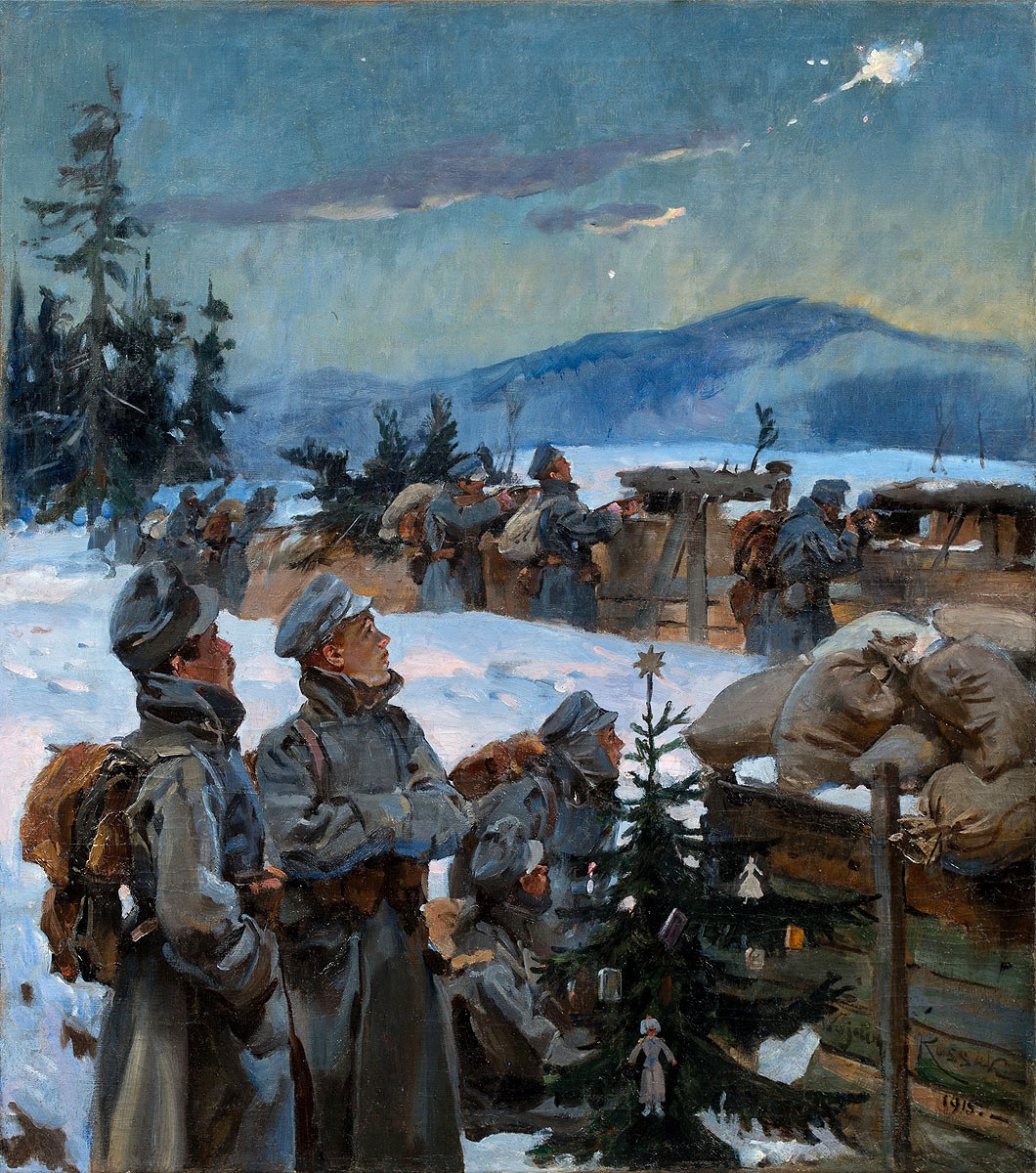
Картина Войцеха Коссака «Солдатское рождество 1915»

1914 год — В ходе Восточно-Прусской операции 35-я дивизия (Германская империя), в которой поляки составляли большой процент, воевала против России, приняв участие в самой первой битве на Восточном фронте — битве при Гумбиннене (германские потери 14607 чел., фронт достиг нынешнего польского города Голдап) и Танненберге(потери Германии 30 тыс. убитыми), а также в Мазурском сражении (сейчас принадлежат Польше, оценки германских потерь противоречивые — от 1 до 70 тыс. убитыми). Поляки на стороне Австро-Венгрии в составе Польских легионов и против России приняли участие в Битве при Кшивоплотах и Битве при Ловчувеке.
1915 год 35-я дивизия (Германская империя), 119-я пехотная дивизия (Германская империя), 5-я резервная дивизия (Германская империя), в которых поляки составляли большой процент, принимали участие в Горлицком прорыве (по неподтверждённым источникам германские потери 13 тыс. чел.) на юге исторических польских земель. Поляки на стороне Австро- Венгрии в составе Польских легионов и против России приняли участие в Битве при Ясткове.
1916 год Поляки на стороне Австро-Венгрии в составе Польских легионов и против России приняли участие в Брусиловском прорыве (Битва при Костюхновке, потери поляков 2 тыс. человек убитыми и ранеными). В результате этих боевых действий 1 млн польских беженцев бежали в Россию.
В 1917 году во Второй битве на Эне участвовали поляки 5-й резервной дивизии (Германская империя) (германские потери 163 тыс. солдат).

## Людские и материальные потери

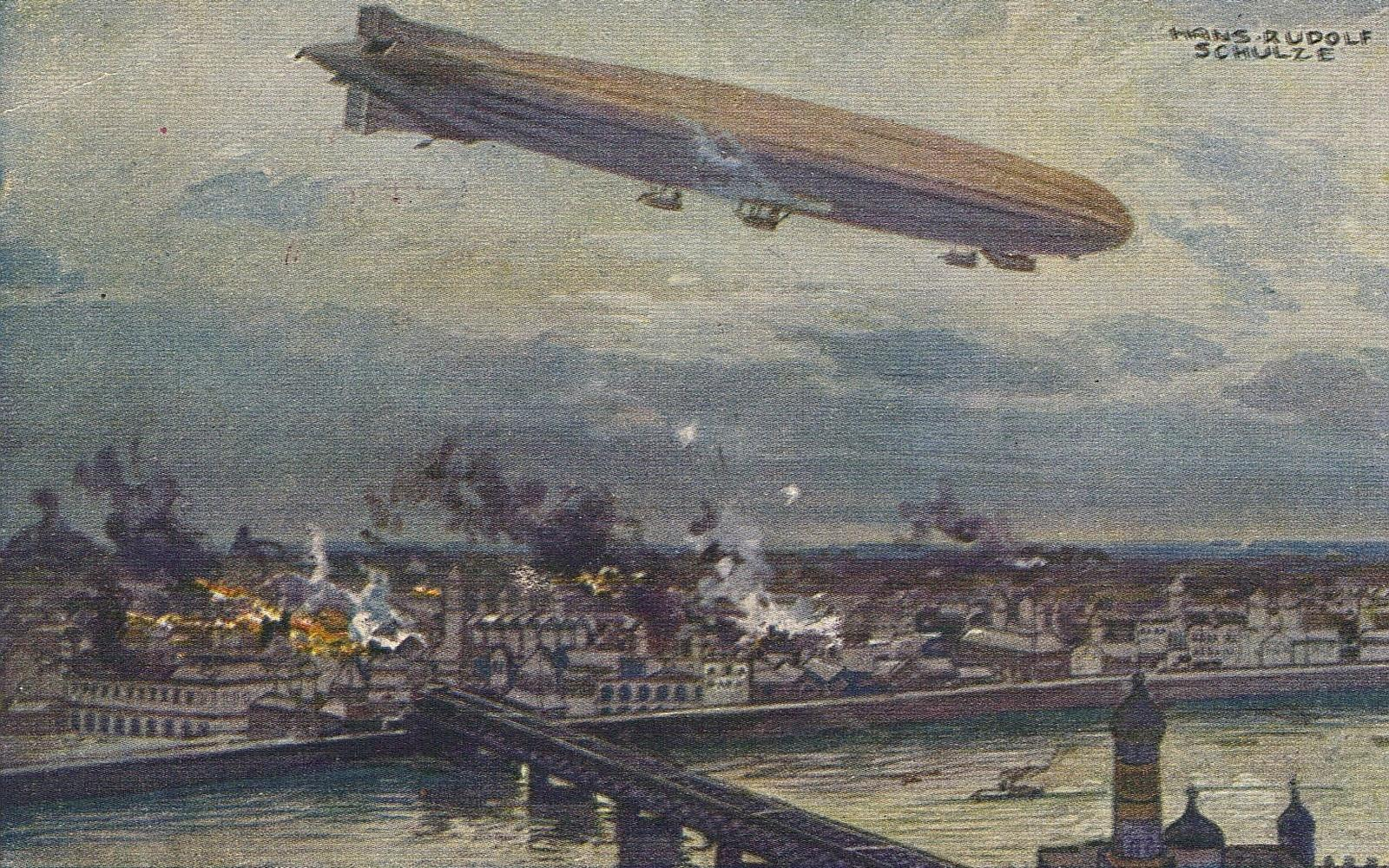
Бомбардировка Варшавы немецким дирижаблем (1914)

Захват немцами в самом начале войны исконно польских городов Калиш, Ченстохов, к 1914 году принадлежавших России, ознаменовался бедами для мирного населения — Калишским погромом. Осенью 1914 года немцы предприняли неудавшуюся наступательную Варшавско-Ивангородскую операцию на исторических польских землях, входящих в состав России. В результате крупно-масштабных боёв, сбрасывания германских бомб на жилые кварталы, из Варшавы бежало 260 тыс. беженцев (после окончания боёв возвратилось 200 тыс. человек), впервые в столь широком масштабе при отступлении немецкой армии (19 октября 1914 года) проводились разрушения шоссейных и железных дорог, уничтожение мостов. В то время, как 4 тыс. поляков-добровольцев вступило в российскую армию, немецкие колонисты помогали германской армии в разведке, сигнализации, организации агентуры. Далее последовала неудачная для немцев Лодзинская операция, в которой город Лодзь стал ареной боёв. К концу 1914 года стабилизировался фронт от Варшавы к Лодзи, занятых русскими, в то время, как Петроков, Ченстохов и Калиш были захвачены Германией, Краков остался за Австро-Венгрией. Больше всего за год войны пострадало мирное польское население, не имевшее своей национальной армии.
В 1915 году после боёв при Горлице и Перемышле, началось Великое отступление 1915 года с применением тактики выжженной земли, в ходе которого к концу 1915 года весь русский сектор был оккупирован немцами, включая Варшаву. В Россию устремился огромный поток беженцев, встал вопрос об эвакуации предприятий, никаких практических шагов по автономии Польши Россией не было сделано.

## Королевство Польское (1916—1918)
В 1916 году, с целью мобилизации людских ресурсов, германский и австрийский императоры объявили (Акт 5 ноября) о создании марионеточного государства в рамках германской политики Миттельевропы, под названием Королевство Польское.
Противников России интересовал экономический потенциал промышленных районов Радома и Домбровы, а также мобилизационные ресурсы (до 1 млн новобранцев). Россия выразила протест, 12 декабря 1916 г. император Николай II издал приказ по армии и флоту № 870, в котором одной из целей России в войне объявлялось «создание свободной Польши из всех трех ея ныне разрозненных областей», который не получил до февральской революции в России законодательного исполнения. В сентябре 1917 года в Королевстве Польском был создан Регентский совет, в который вошли три человека:
— кардинал архиепископ Варшавский Александр Каковский,
— президент Варшавы (мэр) князь Здзислав Любомирский,
— помещик Юзеф Островский, консервативный политик, бывший председатель Польского коло в Думе в Санкт-Петербурге.
Была выпущена оккупационная валюта — польская марка.
По словам германского военного генерал-губернатора Варшавы Ганса Безелера, в Польше необходимо было создать «фасад независимого польского государства», что привлекло бы симпатии поляков на сторону Германии. Только из польских добровольцев, по его мнению, можно было сформировать не менее трёх новых дивизий. Польские легионы стали частью германской армии. Однако большинство военнослужащих I и III бригады легионеров (166 офицеров и около 5000 рядовых) отказались от принесения присяги Германии. Они были разоружены немцами и заключены в лагеря. Легионеры — австрийские подданные (около 3500 человек) были включены в австрийскую армию, перевезены в Галицию и отправлены на Итальянский фронт. Военнослужащие II бригады (60 офицеров и 1250 рядовых) во главе с генералом Юзефом Халлером принесли присягу и попали на Восточный фронт, где спустя год, летом 1918 года, перешли на сторону Антанты. 22 июля 1917 года создатель польских легионов Юзеф Пилсудский и его соратник Казимеж Соснковский были арестованы германскими властями.

## Восстановление государственности
В 1917 году в Первую мировую войну, приняв сторону союзников, вступили США.
В 1918 году Россия, подписав тяжёлый для неё Брестский мир, уступила свои польские земли Центральным державам. Вудро Вильсон в проекте мирного договора «Четырнадцать пунктов Вильсона» провозгласил воссоздание Польши главной задачей. К осени распалась австрийская монархия Габсбургов, рухнуло правительство Германии. В октябре 1918 года польские власти захватили Галицию и Тешинскую Силезию. 11 ноября 1918 года Юзеф Пилсудский принял на себя обязанности временного главы воссозданного государства Польская Республика (1918—1939).
Восстановление польской государственности прошло без участия России.